# Lucius Volumnius Flamma Violens
Lucius Volumnius Flamma Violens était un homme politique romain. C'est un homo novus , le premier membre de sa famille à devenir consul en 307 et 296 av. J.-C.
Jacques Heurgon explique le cognomen de Violens par la dévotion que la gens Volumnia aurait manifestée au IVe siècle à l'égard de Iolaos.